# Brachylinga fraterna
Brachylinga fraterna är en tvåvingeart som först beskrevs av Krober 1911.  Brachylinga fraterna ingår i släktet Brachylinga och familjen stilettflugor. Inga underarter finns listade.